# Đèn lồng giấy

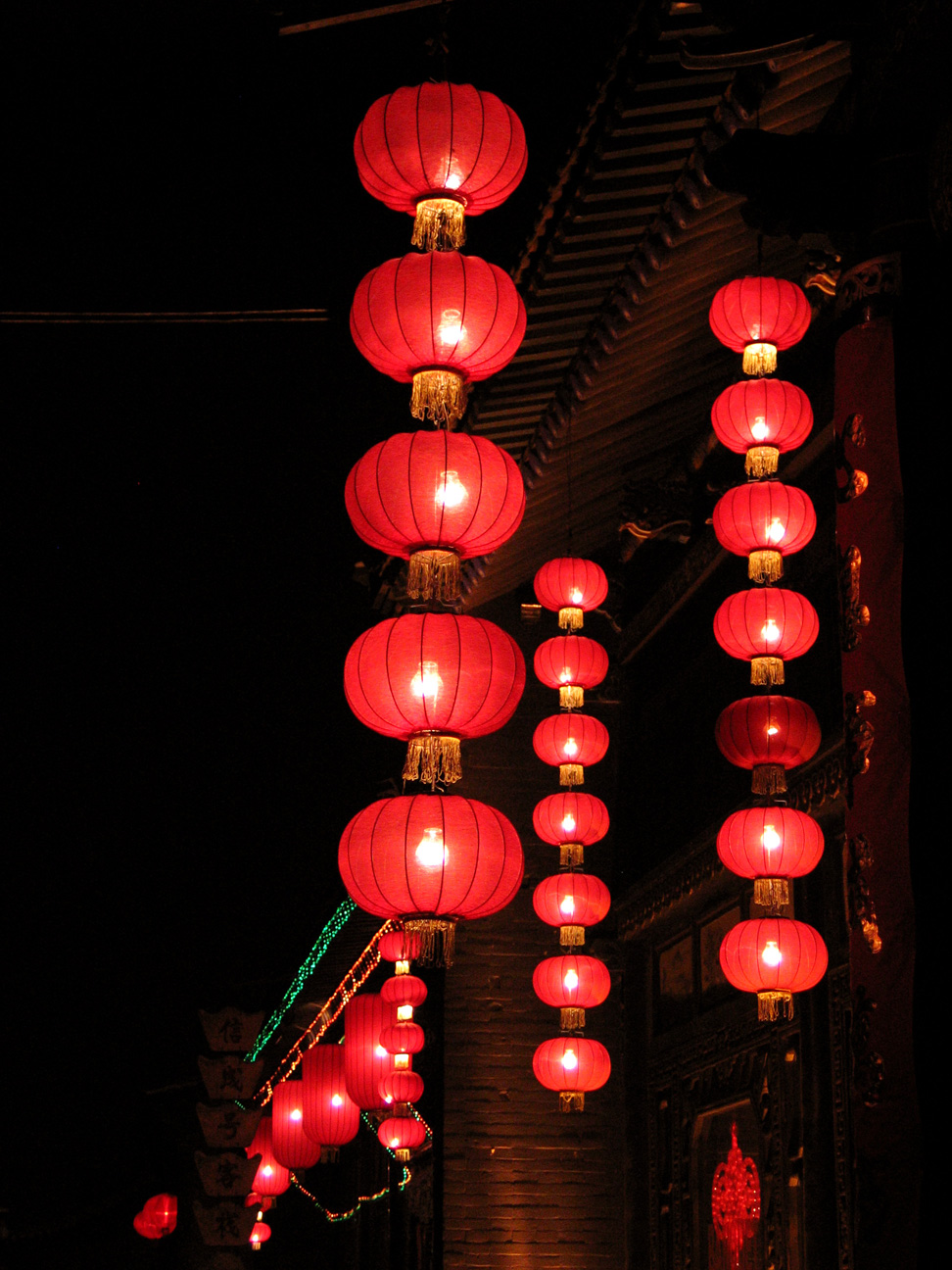
Đèn lồng đỏ ở Bình Dao

Đèn lồng giấy hay lồng đèn giấy là một loại đèn quen thuộc đối với các nền văn hóa Á Đông. Chúng có nhiều hình dạng và kích thước khác nhau, cũng như những cách thức chế tạo khác nhau. Đèn lồng loại đơn giản nhất là được làm bằng giấy và gắn cây nến bên trong, còn phức tạp hơn thì có khung tre xếp được hoặc khung kim loại, có giấy dán căng bao phía ngoài. Theo thời gian, một số loại đèn lồng giấy truyền thống có xu hướng được thay bằng nhiều loại chất liệu vải khác nhau.

## Văn hóa châu Á
Thường gắn liền với các lễ hội, đèn lồng giấy phổ biến ở Trung Quốc, Nhật Bản và tương tự ở các phố Tàu, chúng được treo bên ngoài các công ty, cửa hàng để thu hút khách. Loại đèn lồng thả lên không được gọi là đèn trời, thường được thả về đêm để gây ấn tượng trong các lễ hội đèn lồng.

### Việt Nam

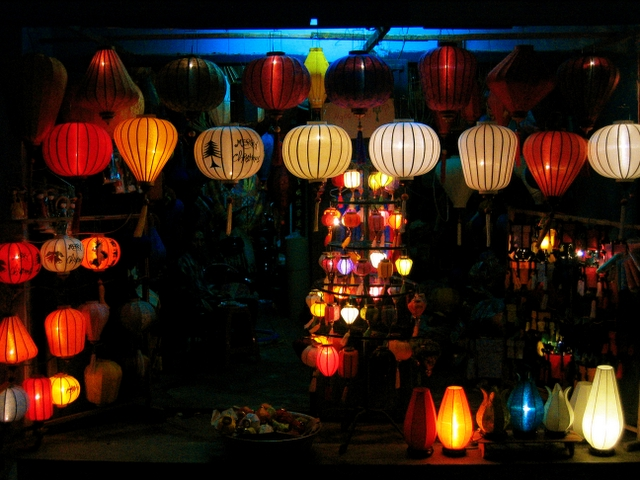
Đèn lồng đêm Hội An

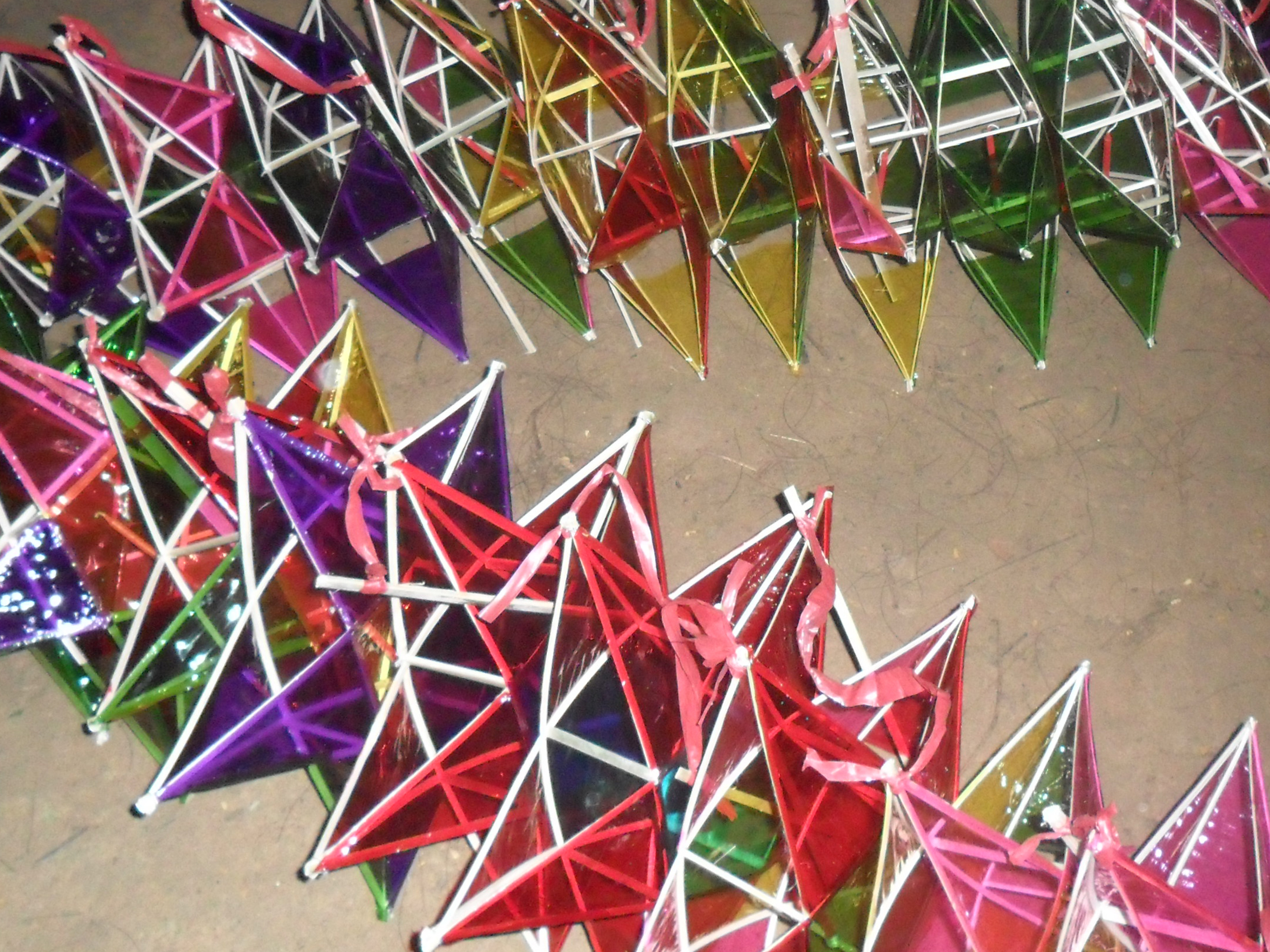
Đèn lồng giấy kính ngôi sao ở Việt Nam còn gọi là đèn ông sao

Tại Việt Nam, mỗi năm có hai mùa lồng đèn là tết Trung thu. Dịp tết Trung thu, lồng đèn đa dạng mẫu mã màu sắc được bày bán chủ yếu cho trẻ em chơi theo truyền thống, dịp Giáng sinh thì các nhà thờ đặt hàng người thợ những chiếc đèn hình ngôi sao. Nghề làm lồng đèn nhìn tuy đơn giản nhưng cần nhiều công phu và đòi hỏi người làm phải khéo tay.
Hiện nay đèn lồng tre và giấy kính truyền thống Việt Nam đang chịu cạnh tranh lớn từ các mặt hàng đèn lồng nhựa xuất xứ từ Trung Quốc, phần lớn là do giá thành. Theo giới sản xuất hàng nhựa, do giá rẻ nên nhiều khả năng lồng đèn Trung Quốc được sản xuất từ nhựa kém chất lượng, chứa nhiều thành phần kim loại nặng có thể ảnh hưởng sức khỏe của người sử dụng, nhất là đối với trẻ em.

#### Hội An
Đô thị cổ Hội An là nơi nổi tiếng với những chiếc đèn lồng trang trí đẹp mắt, đa dạng về màu sắc và kiểu dáng như đèn hình quả bí, quả trám, đèn củ tỏi, đèn giả kéo quân,... Dạo quanh phố cổ, có thể dễ dàng bắt gặp vô số lồng đèn được bày bán trong cửa hàng và treo trước hàng quán cả ban ngày lẫn về đêm. Đèn lồng phố Hội chủ yếu được làm từ gỗ, tre nứa (làm khung) và vải lụa (bao ngoài). Làm đèn lồng đã trở thành một nghề thủ công truyền thống ở nơi đây. Khu phố cổ mỗi tháng tắt đèn một lần vào những ngày rằm, cũng là dịp để những ánh đèn trở nên lung linh.
Đèn lồng Hội An được đánh giá là một sản phẩm văn hoá có khả năng xuất khẩu sang nhiều nước trên thế giới. Không còn cố định trong những khung kiểu cổ điển, đèn Hội An ngày nay có thể xếp gọn, nhỏ để mang đi xa. Người đầu tiên nghiên cứu ra chiếc đèn lồng cơ động này từng được Chính phủ Nhật mời sang để giới thiệu về cách làm lồng đèn. Bắt đầu từ năm 2010, vào dịp đầu xuân, Hội An tổ chức lễ hội đèn lồng và thả hoa đăng trên dòng sông Hoài. Đêm Nguyên tiêu năm 2011, hơn 25.000 lượt người trong và ngoài nước đã đến đây để tham dự lễ hội đèn lồng, thưởng lãm hoặc tham gia thả đèn hoa đăng trên thuyền cùng điều ước cầu may cho năm mới.

#### Thành phố Hồ Chí Minh
Lương Nhữ Học là một con đường nhỏ tại khu phố lồng đèn nằm ở trung tâm Quận 5, nổi tiếng và đông đúc vào dịp Trung thu với những hàng dãy lồng đèn rực rỡ màu sắc được bày bán. Những chiếc đèn được cắt, dán từ khung tre, giấy ni lông đủ màu, gắn đèn cầy. Phần lớn sản phẩm đều là hàng thủ công các chủ hộ buôn bán tự làm, tuy nhiên vẫn có nhiều chiếc đèn lồng nhập từ Trung Quốc được bày bán. Ngoài ra, con đường dẫn vào giáo xứ Phú Bình thuộc Quận 11 là nơi có làng nghề làm đèn lồng thủ công lâu đời. Tuy nhiên, do cạnh tranh với các mặt hàng Trung Quốc, số hộ gia đình còn tiếp tục theo nghề đã giảm mạnh 
còn khoảng 15 hộ, trong khi trước đây, khu vực này có đến cả trăm hộ hành nghề.

#### Huế
Đến mùa Phật Đản hàng năm, vào những ngày 14, 15 tháng 4 âm lịch, đường phố Huế và các cửa chùa rực rỡ sắc màu đèn lồng đẹp và giản dị với các loại đèn phong phú như: đèn hoa sen, đèn bánh ú, đèn ông sao, đèn kéo quân, đèn nhiều cánh có hình đức Phật Đản... với phần lớn là do chính tay người dân làm thủ công. Quá trình làm lồng đèn có nhiều công đoạn: vót tre, cắt giấy màu hay vải, dán hồ và phơi; sau đó treo ở mái hiên và nơi thờ tự. Phần còn dư được đem bán trên các quang gánh, xe xích lô.

#### Ở nơi khác
Người dân một số tỉnh khu vực miền Bắc có xu hướng treo nhiều đèn lồng vào dịp tết Nguyên Đán, hình thành nên những khu phố đèn lồng đỏ. Điều này được cho là không phù hợp với phong tục tập quán văn hóa của Việt Nam và gây lãng phí lớn về nguồn điện. Năm 2011, với ước tính hơn hàng vạn chiếc lồng đèn được thắp sáng mỗi đêm ở thành phố, các thị xã, thị trấn thuộc tỉnh Thanh Hoá; trong khi đó vùng nông thôn thường xuyên diễn ra tình trạng thiếu điện, một số nơi buộc phải cắt điện để giảm tải. Việc này khởi nguồn từ năm 2009 và cơ quan chức năng gặp nhiều khó khăn trong việc giải quyết vấn đề này.

### Trung Quốc

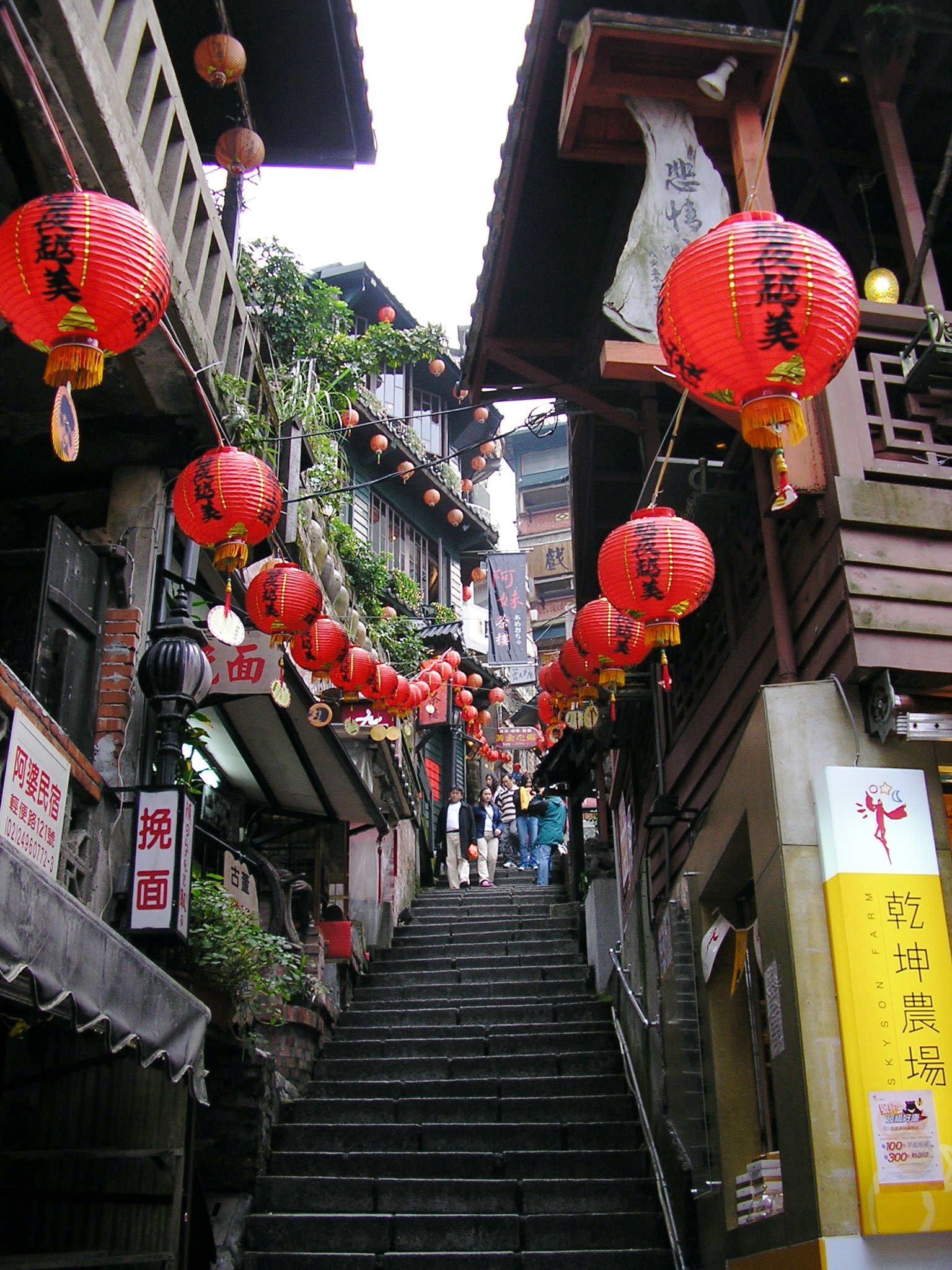
Một khu phố ở Hồng Kông.

Trung Quốc là quốc gia có nền văn hoá gắn liền với đèn lồng giấy từ lâu đời. Người dân quan niệm rằng đèn lồng xua đuổi ma quỷ và mang lại bình yên, hạnh phúc. Đèn lồng giấy Trung Quốc thường là màu đỏ, được treo trước cổng nhà, thắp về đêm và tắt khi người nhà đi ngủ. Nếu có tang, trước nhà sẽ thay đèn lồng đỏ thành trắng. Thời xưa, người dân ra đường vào buổi đêm thường cầm theo chiếc đèn lồng giấy. Đèn lồng thường được dùng thay thế biển hiệu buôn bán cho những quán rượu, hoặc treo hai bên các biển hiệu và trong nội thất. Đèn lồng là biểu trưng của các khu buôn bán, sinh sống của người Hoa không chỉ tại chính quốc mà còn trên toàn thế giới.
Đèn lồng Trung Quốc vô cùng đa dạng về mẫu mã, nhưng đặc trưng nhất là loại đèn đỏ hình trái bí.
Một trong những hoạt động sôi nổi nhất dịp đầu năm của người dân Trung Hoa vào rằm tháng Giêng hàng năm là lễ hội đèn lồng đỏ diễn ra tại nhiều nơi. Lễ hội này có nguồn gốc từ thời nhà Hán. Tại lễ hội, có vô số đèn lồng với đủ các kiểu dáng, kích thước, sắc màu được trưng bày. Ngoài ra còn có các màn trình diễn đèn lồng, hoạt động múa rồng và biểu diễn kinh kịch. Đây được xem sự kiện được chờ đợi nhất trong dịp đầu năm âm lịch của người Trung Quốc, đánh dấu ngày cuối cùng của mùa lễ hội mừng năm mới.

### Nhật Bản

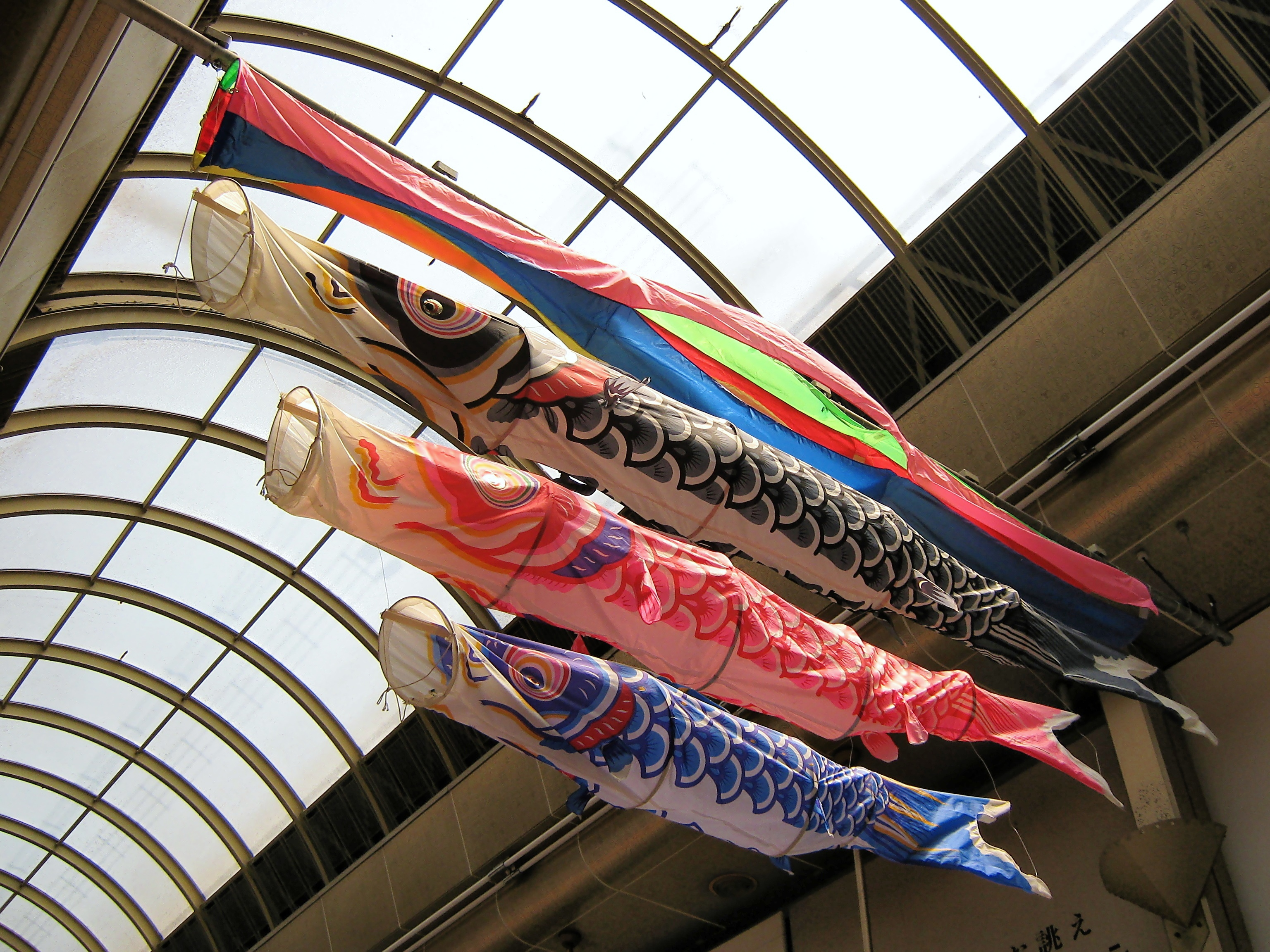
Đèn cá chép ở Kyoto

Đèn lồng Nhật Bản thường được làm từ một loại giấy truyền thống có tên goi là washi, được dán vào khung tre. Những phong cách đèn truyền thống ở Nhật là bonbori, chōchin; chúng được viết lên bằng một loại chữ đặc biệt gọi là chōchin moji. Bonbori (ぼんぼり・雪洞) là loại lồng đèn truyền thống dạng treo ngoài trời. Thông thường loại đèn này có 6 mặt và được sử dụng trong các lễ hội. Nó có thể được treo trên sợi dây hoặc cố định trên đầu cột. Loại đèn này được sử dụng phổ biến trong Lễ hội Bonbori (ぼんぼり祭り Bonbori Matsuri), tổ chức hàng năm tại Kamakura, Kanagawa.
Nhật Bản nổi tiếng nhất với loại đèn lồng cá chép, phỏng theo hình dạng cá chép Koi - loài cá đa chủng loại và màu sắc. Chiếc đèn lồng này là biểu tượng của sự bản lĩnh, tính kiên định và hoài bão của đàn ông Nhật. Đèn lồng cá chép thường được treo vào ngày lễ Koinobori dành cho các bé trai vào ngày 5 tháng 5 hàng năm.

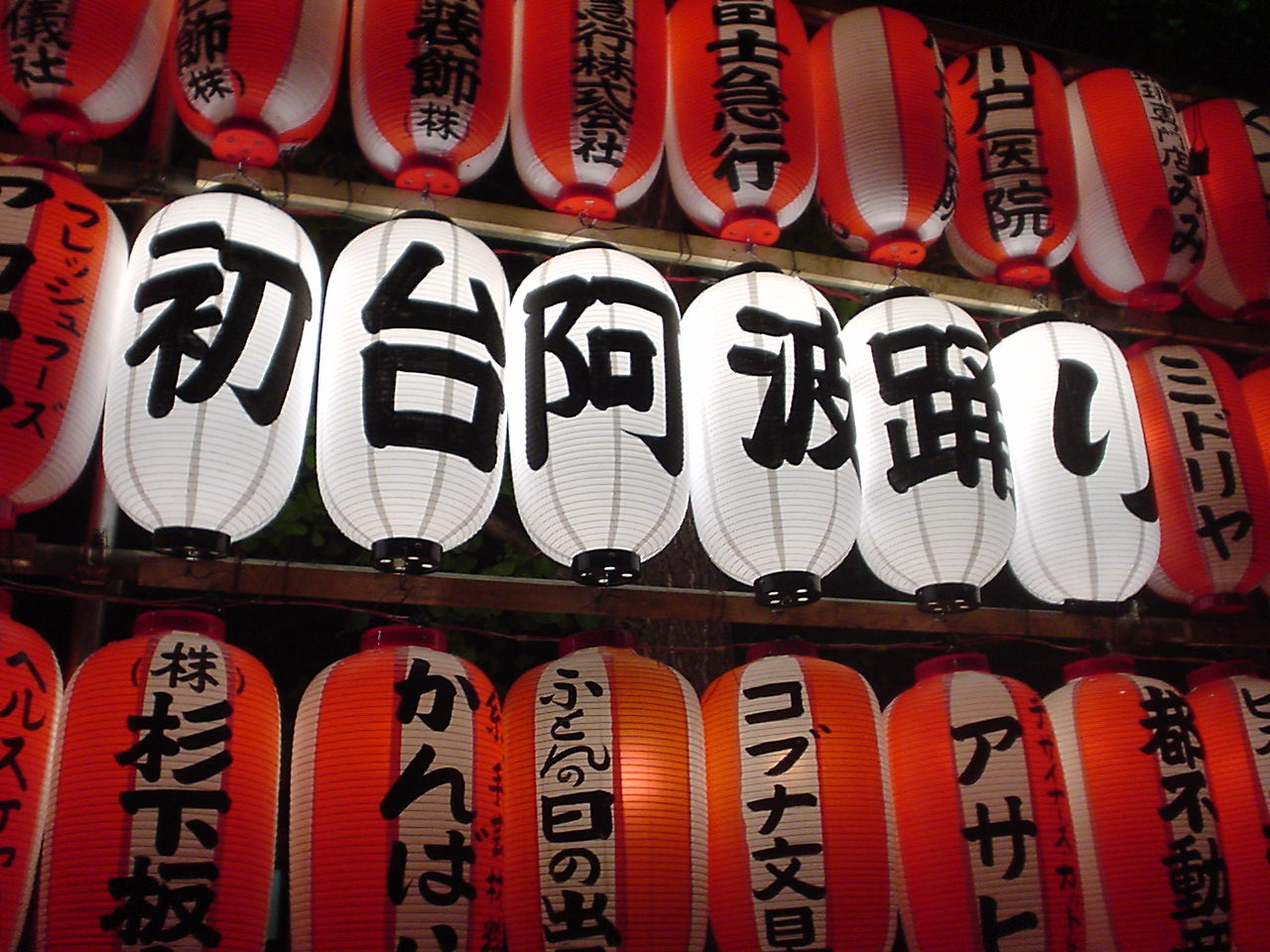
Đèn lồng trong lễ hội Awa Odori ở Hatsudai, Shibuya, Tokyo

Lễ hội đèn lồng là một trong những lễ hội tiêu biểu của người Nhật Bản, thời gian diễn ra thường vào mùa xuân hoặc mùa thu hàng năm. Có rất nhiều loại đèn lồng xuất hiện trong lễ hội: đèn lồng treo, đèn lồng thả nổi, đèn lồng cầm tay, đèn trời và đèn lồng đá. Ngoài ra, có một loại đèn lồng tuy hiện đại nhưng đã trở thành đặc trưng văn hóa quốc gia này, đó là đèn lồng Hello Kitty.
Lễ hội đèn lồng khổng lồ Dai-Chochin Matsuri là nét văn hoá đặc trưng có lịch sử gần 500 năm. Những chiếc đèn lồng thắp tại lễ hội có độ dài tối thiểu 10m, rộng 5m; nến thắp bên trong cao từ 1m trở lên. Tuy nhiên, lễ hội đèn lồng tổ chức vào ngày rằm tháng 8 mới là lễ hội lớn nhất và có ý nghĩa đặc biệt với người Nhật. Đây là một trong những hoạt động truyền thống của lễ hội tưởng nhớ những người đã khuất có tên gọi Obon. Người Nhật tin rằng những chiếc đèn lồng sẽ dẫn đường cho linh hồn người thân tới nơi an nghỉ an lành, hạnh phúc. Họ thường viết tên những người đã khuất hay những điều ước của mình lên đèn lồng sau đó thắp nến và thả lên trời hoặc trôi trên sông.

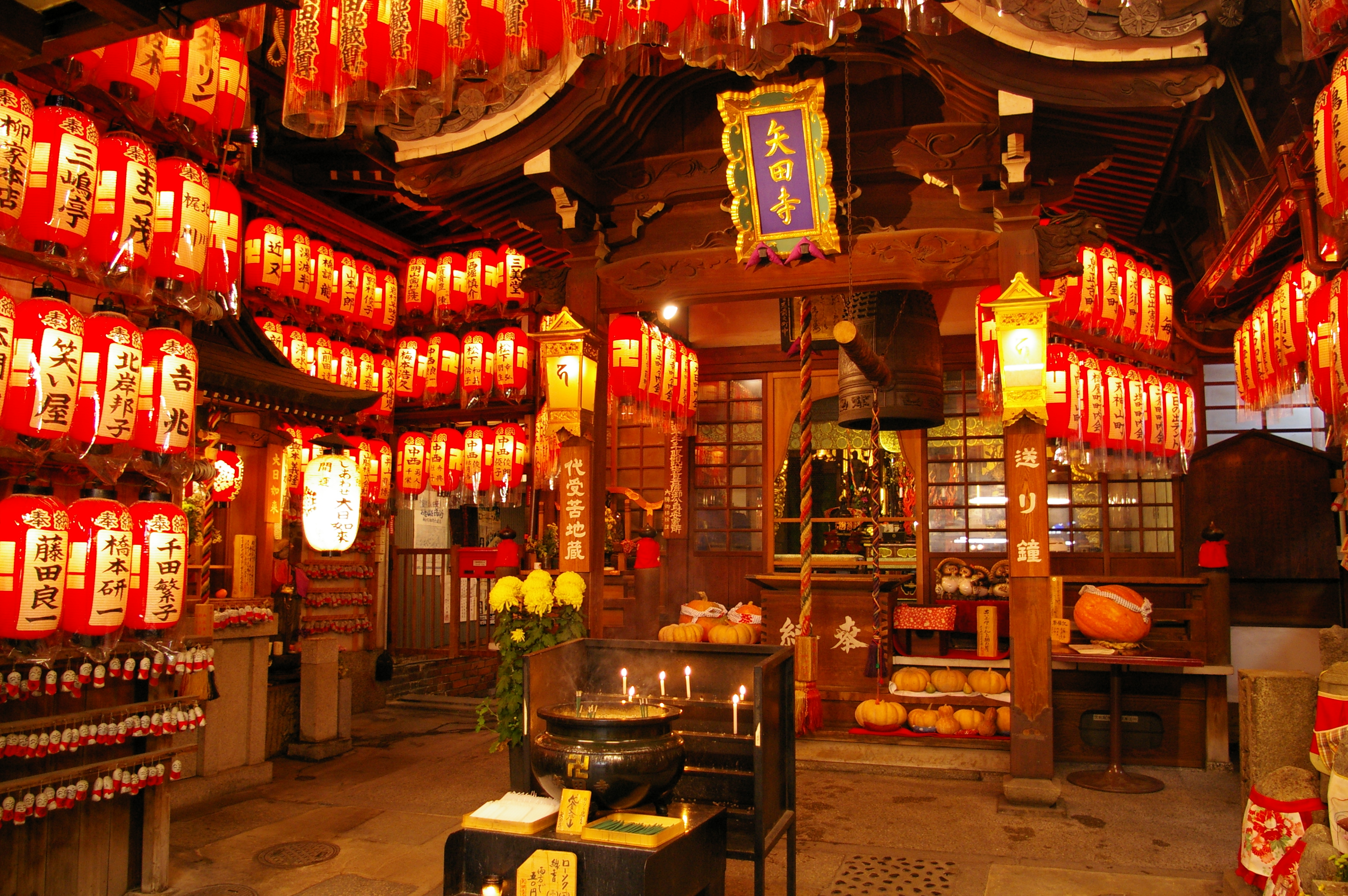
Đèn lồng ở ngôi đền Yatadera, Kyoto

Tháng 8 năm 2011, người dân tại tỉnh Iwate đã thắp sáng 2.400 chiếc đèn lồng để cầu nguyện cho các nạn nhân của trận động đất và sóng thần diễn ra vào tháng 3 tại Nhật Bản. Ngọn lửa dùng để thắp 2.400 chiếc đèn lồng này được lấy từ đài tưởng niệm trận động đất Kobe ngày 17 tháng 1 năm 1995 đặt tại thành phố Kobe. Đây là một trong những hoạt động nhằm động viên tinh thần của người dân địa phương sau thảm hoạ.

### Hàn Quốc
Năm 2009, Hàn Quốc tổ chức lễ hội đèn lồng lần đầu tiên. Năm 2010, với quy mô lớn hơn hẳn nhân sự kiện Hội nghị thượng đình G20 được tổ chức tại Seoul, 27.000 chiếc đèn lồng đã thắp sáng thủ đô trong ngày lễ hội tổ chức dọc con sông ở Seoul.

## Văn hoá phương Tây

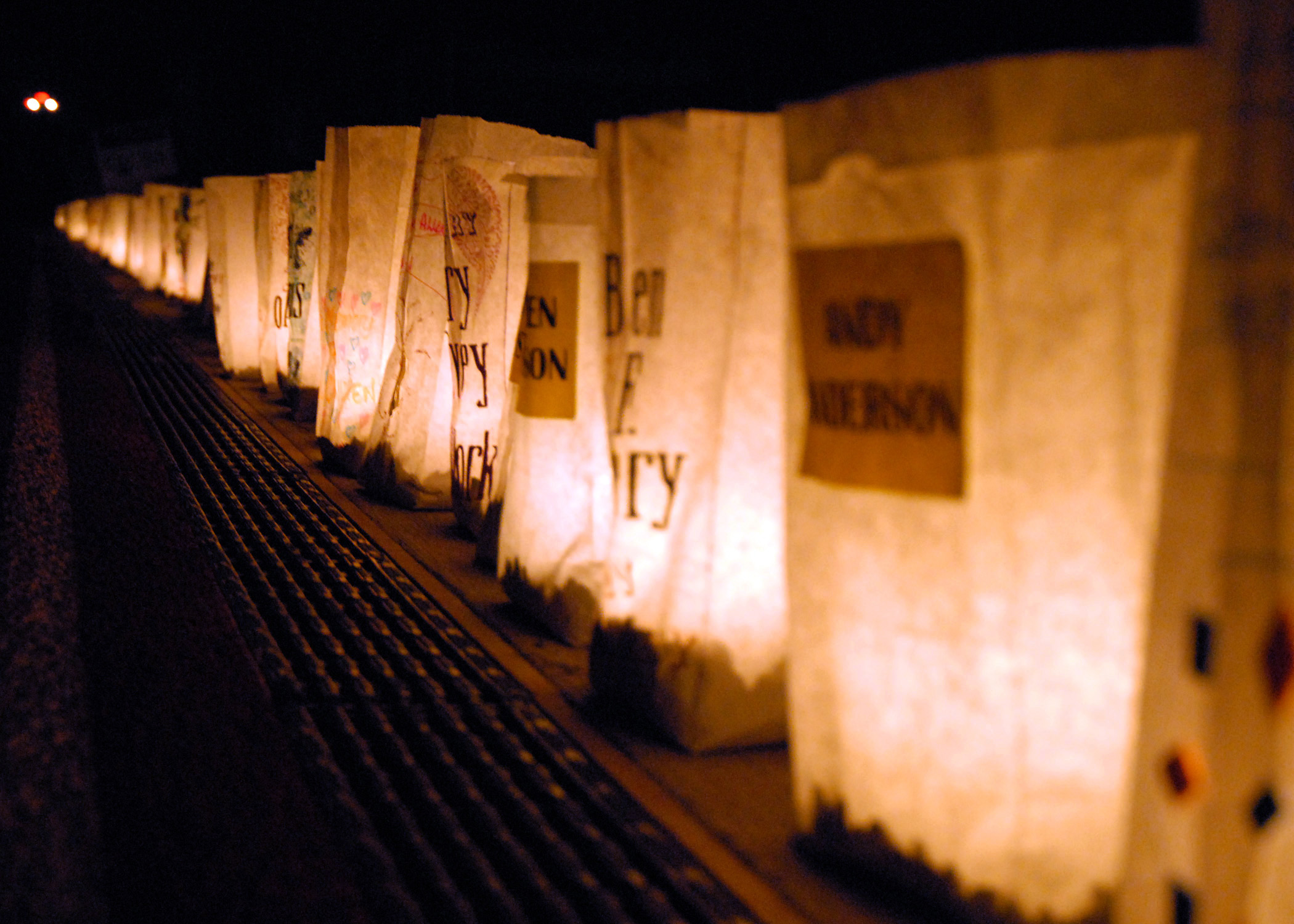
Đèn lồng Luminaria trong chuyến gây quỹ nghiên cứu ung thư và xúc tiến ý thức về bệnh ung thư tại Hoa Kỳ.

Thắp những ngọn nến trong một chuỗi túi giấy nhỏ (được biết đến với tên gọi luminaria hay farolito) là một truyền thống phổ biến ở các cộng đồng Tây Ban Nha và Bồ Đào Nha vào dịp Giáng sinh. Trong ngày lễ Rificolona tổ chức tại Florence, Ý, trẻ em xách theo những chiếc đèn lồng giấy nhiều màu sắc đi dọc những con đường trong thành phố.
Kể từ năm 1998, vào ngày 26 tháng 5 hàng năm - ngày Hoa Kỳ tưởng niệm những người đã thiệt mạng vì chiến tranh và thảm họa, hàng chục ngàn người từ khắp nơi đổ về công viên ven bờ biển Ala Moana tại Hawaii để chiêm ngưỡng những chiếc đèn lồng Nhật Bản được thả vào lúc hoàng hôn. Trên mỗi chiếc đèn lồng thắp nến là tên của những người thiệt mạng và lời chúc yên bình ở thế giới bên kia. Đây là truyền thống xuất phát từ lễ hội Toro Nagashi của Nhật. Năm 2008, hơn 1.600 chiếc đèn được thả xuống và 35.000 người đến tham gia sự kiện.